# Habronattus iviei
Habronattus iviei là một loài nhện trong họ Salticidae.
Loài này thuộc chi Habronattus. Habronattus iviei được Griswold miêu tả năm 1987.